# Амберавто L7
Амберавто L7 — квадрицикл, выпускаемый с 2025 года калининградской компанией Автотор.

## Описание
Амберавто L7 был разработан в 2023 году. В разработке автомобиля принимали участие организации «Ростех» и «Политех». В 2024 году автомобиль демонстрировался во время визита спикера Госдумы в Московский политехнический университет в материалах корреспондентов «Первого канала». Серийное производство автомобиля было намечено на 2025 год.
По словам главного редактора журнала «За рулём» Максима Кадакова, заявленная масса без нагрузки составляет до 400 кг. Автомобиль оснащается электродвигателем заявленной мощностью не выше 15 кВт (20,4 л. с.). Максимальная скорость ограничена до 50 км/ч.
Локализация автомобиля в России составляет 90%. Утверждается, что автомобиль нацелен на каршеринг и сервисы доставки.
Конкурентом является Wuling Mini EV.